# 動脈スティフネス
動脈スティフネス（英: arterial stiffness）、または動脈壁硬化とは、動脈壁が固くなって伸展性（コンプライアンス）を失うことである。即ち物性から見た動脈壁の力学的な硬化を指す用語であって、粥状硬化（atherosclerosis）とは区別される概念である。粥状硬化のメカニズムが明らかになって以来、動脈硬化性疾患の病因はプラークの破綻、血栓形成が主要な要素と考えられ、血管自体の硬さはさほど重要視されていなかったが、近年特に20世紀末以降より、疫学的研究を中心として動脈スティフネスの概念が動脈硬化性疾患の死亡率のリスク因子として重要視されつつある。

## 歴史と背景
心臓が収縮する時に生み出した心拍によるエネルギーは循環器系を通じて血管上を脈波として伝わり、その伝達速度は脈波伝播速度（pulse wave velocity、PWV）と呼ばれ、動脈の硬化度を表す尺度となる。また動脈壁の弾性・コンプライアンスも動脈の力学特性を表す尺度として用いられる。
動脈スティフネスと脈波伝播速度との関係は、1808年にトマス・ヤングによりイギリス王立協会のクルーニアン講義（Croonian lecture）の中で言及されたのがその端緒であるが、より一般化された形としてはメーンズ・コルテベークの式、もしくはブラムウェル・ヒルの式によって記述された。
大動脈の脈波伝播速度の測定は、大動脈の硬化に起因する大血管疾患の予後予測に関する有力な指標となり、末期腎不全、高血圧、糖尿病などを含む心血管疾患による死亡リスクの予測に際して有用であることが様々な報告により示されてきた。その結果を受け、動脈スティフネスを定量化する尺度（脈波伝播速度や脈波増大係数: augmentation index など）を測定する種々の医療機器が開発・販売されている。しかし、一般臨床における脈波伝播速度測定の意義は未だ確立しているとは言い難く、種々の研究が盛んに行われている。

## 血行動態の力学
動脈の病理学的変化には、内膜の狭窄、逆に拡張する動脈瘤、そして塞栓といったものがある。動脈壁自体は外膜・中膜・内膜の3層構造からなり、中枢の太い動脈ではその大部分を占める中膜のほとんどはエラスチンを含む弾性線維によって構成されている。したがって動脈の弾性（コンプライアンス）、またはコンプライアンスの逆数であるスティフネスが血行動態に重要な影響を及ぼすことになる。一方、末梢の細い動脈においては中膜の弾性線維は少なく、逆に大部分を平滑筋が占めるため、この平滑筋の生み出す粘性が血流に対する抵抗（血管抵抗）として働いている。実際にはこの血管の弾性と粘性の両者、即ち粘弾性と、血液や赤血球などの血球のレオロジー、即ちヘモレオロジーの相互作用が血行動態に関与している。

### 脈波伝播モデル
動脈の機能に関しては、従来よりウィンドケッセルモデルがあり、動脈には心拍出に対する緩衝作用と血液輸送の2つの機能があることが知られていた。だが動脈壁の粘弾性は全ての動脈で一様ではなく、部位によって異なっているため、動脈を一様なものとみなすウィンドケッセルモデルでは脈波速度を一定としているという欠点がある。そのため血行動態の理解のためには脈波速度を考慮した脈波伝播モデル（propagation model）を取り入れる必要があると考えられるようになった。脈波伝播モデルではPWVが動脈壁のコンプライアンスに密接に関与している。また動脈系の血管抵抗により脈波の反射が起こり、それが動脈波に二次的な拍動をもたらすと考える。

## 動脈スティフネスの定量化
動脈スティフネスを定量化して表す指標には様々なものが提案されている。以下に代表的な指標を挙げる。

### 圧力歪み弾性係数（Ep）
圧力歪み弾性係数（Ep）は、静力学的な圧力と径変化の関係を基に定義された指標であり、動脈の内径をD 、その変化量をΔD、圧変化をΔP とした時、以下の様に定義される。
{\displaystyle E_{p}={\frac {\Delta P}{\Delta D/D}}}
Ep は血管が硬くなるほど高くなる。また血圧の影響を受けやすいという特徴がある。

### 増分弾性係数（Einc）
増分弾性係数（Einc）は、血圧の変動に対する周方向の応力の変化と歪みの比として定義される。
動脈を半径 r （内径D = 2r ）、壁厚 h の管腔とし、血圧を P 、周方向応力を T とすると、
{\displaystyle P={\frac {Th}{r}},\ i.e.,\ T={\frac {Pr}{h}}}
ここで血圧 P の拍動による変化を ΔP とすると、周方向の応力の変化はΔT = ΔPr / h、歪みはΔ(2πr ) / 2πr = Δr / r であるから、増分弾性係数は次式で与えられる。
{\displaystyle E_{\mathrm {inc} }={\frac {\Delta Pr/h}{\Delta r/r}}={\frac {\Delta P\cdot r^{2}}{h\Delta r}}={\frac {\Delta P\cdot D^{2}}{2h\Delta D}}}

### 頸動脈大腿動脈間脈波速度（cfPWV）
PWVはメーンズ・コルテベークの式により、動脈壁厚 h 、内径 D 、血液密度 ρ、増分弾性係数 Einc を用いて
{\displaystyle PWV^{2}={\frac {E_{\mathrm {inc} }\cdot h}{D\rho }}}
と表される。即ちPWV2は動脈壁の硬さおよび厚さに比例し、内径および血液密度に反比例すると考えられる。
PWVを測定するには、動脈長 L と脈波伝播の時間差 T を用いて
{\displaystyle PWV={\frac {L}{T}}}
で求められる。この動脈長として頸動脈～大腿動脈間を用いるのがcfPWV（carotid-femoral PWV）である。

### 上腕足首脈波伝播速度（baPWV）
PWVを上腕と足首にカフを巻いて測定したものがbaPWV（brachial-ankle PWV）である。baPWBでは、脈波伝播距離を身長の一次関数で表すことにより計測誤差を最小化し普遍性を確保している。測定は簡便で、普及度の高い検査法である。

### 心臓足首血管指数（CAVI）
心臓足首血管指数（cardio-ankle vascular index, CAVI）は、大動脈起始部から下肢・足首までの動脈全体の弾性を表す指標であり、測定時の血圧に依存しないという特徴がある。
CAVIの原理は、以下の式で表されるスティフネスパラメーターβである。
{\displaystyle Stiffness\ Parameter\ \beta ={\frac {\mathrm {ln} (P_{s}/P_{d})}{(D_{s}-D_{d})/D_{d}}}}
Ps 、 Pd はそれぞれ収縮期・拡張期の血圧、 Ds 、 Dd は収縮期・拡張期の血管径を表す。スティフネスパラメーターβは局所の動脈スティフネスを表すものであり、これを対象血管全体に応用したものがCAVIである。上述のブラムウェル・ヒルの式によると、
{\displaystyle PWV^{2}={\frac {\Delta P}{\rho }}\cdot {\frac {V}{\Delta V}}}
ここで ΔP は脈圧、 V は血管容量、 ΔV は血管容量の変化、ρは血液密度である。V = πL(D/2)2 であるから
{\displaystyle {\frac {V}{\Delta V}}={\frac {D}{2\Delta D}}}
の関係式が成り立ち、これを上式と組み合わせて、
{\displaystyle {\frac {D}{\Delta D}}={\frac {2\rho }{\Delta P}}\cdot PWV^{2}}
先のスティフネスパラメーターβの式で D/ΔD をこれと置き換えると、
{\displaystyle Stiffness\ Parameter\ \beta ={\frac {2\rho }{\Delta P}}\cdot \mathrm {ln} \left({\frac {P_{s}}{P_{d}}}\right)PWV^{2}}
これを用いて、CAVIは次のように定義される。
{\displaystyle CAVI=a\left[{\frac {2\rho }{\Delta P}}\cdot \mathrm {ln} \left({\frac {P_{s}}{P_{d}}}\right)PWV^{2}\right]+b}
a 、 b は吉村・長谷川式hfPWV（拡張期血圧80mmHgで補正した値）と互換性を持たせるための補正定数である。

### PWVβ（One-Point Pulse wave velocity）
スティフネスパラメーターβから求めた、局所のPWVである。
{\displaystyle PWV\beta ={\sqrt {\frac {\beta \cdot P_{d}}{2\rho }}}}

### 脈波増大係数（AI）

中心動脈圧波形。横軸は時間、縦軸が血圧を表す。

動脈圧の脈波は心臓の拍出による前方成分と反射による後方成分（反射波）から成るが、反射波は主として動脈分岐部あるいはインピーダンス・ミスマッチの部位から起こる。硬化した動脈では反射波は早く中心動脈に戻ってくるため、前方成分に加わって収縮期血圧を増大させる。この現象を定量化したものが脈波増大係数（augmentation index, AI）である。
右の中心動脈圧波形を表した図で DP は拡張期血圧、SP は収縮期血圧、その差 PP = SP - DP が脈圧を表している。動脈圧がピークに達する途中に変曲点があり、AP は変曲点を超える収縮期血圧の高さ（圧増大、augmentation pressure）である。これを用いてAI は、
{\displaystyle AI={\frac {AP}{PP}}}
として定義される。
AI は拍動する動脈の力学特性、特に脈波反射の影響を解析し、またその心臓に及ぼす衝撃を表す概念である。特徴として、AI は PWV よりも心拍数の影響を受けやすい。また加齢の影響は50歳前までは AI が PWV よりも大きいが、50歳以後では AI より PWV の影響が大きくなる。

## 臨床医学における重要性
脳梗塞・脳出血などの脳血管障害、腎硬化症、狭心症・心筋梗塞、閉塞性動脈硬化症、動脈瘤などの心血管疾患の主たる原因は動脈硬化であり、その背景には動脈スティフネスの亢進がある。動脈スティフネス上昇には加齢、喫煙、糖尿病、脂質代謝異常、高血圧との因果関係があり、動脈スティフネス上昇が上記の様々な心血管疾患のリスク上昇に繋がっている。